# 高桥卓巳
高桥卓巳（日语：／ Takahashi Tomomi，1956年1月29日—），日本男子撑杆跳高运动员。他曾获得1978年亚洲运动会和1982年亚洲运动会男子撑杆跳高金牌，还曾参加1984年夏季奥运会男子撑杆跳高比赛。